# Фаркадон
Фаркадо́н (греч. Φαρκαδών ή Φαρκαδώνα, ή Φαρκαδόνα) — малый город в Греции, на месте древнего одноимённого города. Расположен на высоте 95 метров над уровнем моря, у подножия холма Акаматис (Ακαμάτης, 452 метра над уровнем моря), отрога горы Андихасия, на левом (северном) берегу Пиньоса, близ устья Энипефса, в 26 километрах к востоку от Трикалы, в 138 километрах к юго-западу от Салоник и в 230 километрах к северо-западу от Афин. Административный центр одноимённой общины в периферийной единице Трикала в периферии Фессалия. Население 2052 жителя по переписи 2011 года. Площадь 29,253 квадратного километра.
По южной окраине города проходит национальная дорога 6 Трикала — Лариса, часть европейского маршрута E92.
Впервые упоминается в переписи 1485 года как Циготи (Τζιγότι). До 1955 года (ΦΕΚ 287Α) назывался Циоти (Τσιότι). Османское название происходит от тур. çiğ «сырой» и otu «травы».
Современное название получил от древнего города, руины укреплений из тёсаного камня древнего Фаркадона найдены на холме на левом берегу реки Литеос близ деревни Клокотос (Κλοκοτός).
С 1883 года (ΦΕΚ 126Α) город был административным центром общины Фаркадон. В 1912 году (ΦΕΚ 261Α) создано сообщество.
В 1886 году в Циоти проживало 520 жителей, было 4 постоялых двора, 4 кузницы и одна мельница с тремя жерновами. В 1901 году было 1108 жителей.
Достопримечательностями города являются руины древнего города, храм Аполлона, церковь Святых Апостолов Петра и Павла 1909 года и церковь Святого Николая с фресками 1612 года.

## Население
| Год  | Население, человек |
| ---- | ------------------ |
| 1991 | 2281               |
| 2001 | 2419               |
| 2011 | ↘ 2052             |